# 勝常村
勝常村（しょうじょうむら）は福島県河沼郡にあった村。現在の湯川村の西半にあたる。

## 地理
- 河川：阿賀川

## 歴史
- 1889年（明治22年）4月1日 - 町村制の施行により、勝常村、佐野目村、熊ノ目村、田川村、三川村、堂畑村の区域をもって発足。
- 1957年（昭和32年）3月31日 - 笈川村と合併して湯川村が発足。同日勝常村廃止。

## 交通

### 道路
- 国道49号（越後街道）